# فوداي
فوداي (بالفرنسية: Fouday)‏ هي بلدية تقع في إقليم الراين الأسفل من منطقة ألزاس في شمال شرق فرنسا. تبلغ مساحة هذه المدينة 2.05 (كم²)، يبلغ عدد سكانها 343 نسمة حسب إحصاء المعهد الوطني للإحصاء والدراسات الاقتصادية سنة 2009 م. وترأس رينيه بيتي البلدية خلال فترة (2001 - 2008).

## أعلام
- يوهان لوكاس ليجراند
- دانيال ليجراند

## وصلات خارجية
- صفحة البلدية على موقع المعهد الوطني للإحصاء والدراسات الاقتصادية (بالفرنسية)